# Quinto Tineyo Demetrio
Quinto Tineyo Demetrio fue un équite romano el cual se conoce que se le otorgaron varios cargos durante el reinado del emperador Cómodo. Su existencia es conocida a día de hoy gracias a algunas inscripciones y ciertos documentos en papiro que han sobrevivido a nuestros días. 
El cargo más importante que ejerció fue el de praefectus (gobernador) de la provincia romana de Egipto, región que gobernó desde el 23 de agosto del año 189 hasta el 17 de agosto del año 190. Su preocupación principal como gobernador de Egipto fue la de supervisar la cosecha de grano de la zona y su posterior envío a Roma, no obstante, se sabe por algunos papiros sobrevivientes que sus responsabilidades iban más allá de salvaguardar el suministro de grano. La acción más importante que se recoge en registros fue llevar a cabo un censo provincial (apographa), el cual se hacía cada catorce años.
Algunas cartas que Quinto Demetrio escribió a un tal Dióscoro han llegado a nuestros días, estas tratan sobre cierta escasez en uno de los graneros de su provincia, muy posiblemente el ubicado en la antigua población agrícola de Karanis.